# Саркисян, Гурген Левонович
Гурген Левонович Саркисян (арм. Գուրգեն Լևոնի Սարգսյան, азерб. Qurgen Levonoviç Sarkisyan; 18 сентября 1927, Шушинский уезд — ?) — советский виноградарь, Герой Социалистического Труда (1950).

## Биография
Родился 18 сентября 1927 года в селе Хрманджук Шушинского уезда Азербайджанской ССР (ныне село в Ходжавендском районе Азербайджана).
В 1941—1965 годах — звеньевой, бригадир колхоза «Ашхатанк», бригадир, заведующий амбаром колхоза имени Чкалова Гадрутского района. С 1965 года — председатель исполкома Булутанского сельского совета. В 1949 году получил урожай винограда 119 центнеров с гектара на площади 4 гектара.
Указом Президиума Верховного Совета СССР от 8 августа 1950 года за получение высоких урожаев винограда в 1949 году Саркисяну Гургену Левоновичу присвоено звание Героя Социалистического Труда с вручением ордена Ленина и золотой медали «Серп и Молот».
Активно участвовал в общественной жизни Азербайджана. Член КПСС с 1951 года.